# Fußballmeisterschaften der Bundesstaaten von Brasilien (Frauenfußball)
Die Fußballmeisterschaften der Bundesstaaten von Brasilien im Frauenfußball (portugiesisch Campeonatos estaduais de futebol feminino do Brasil) werden seit den 1980er-Jahren ausgetragen und von den Verbänden der einzelnen Staaten abgehalten.

## Geschichte
Die Praktizierung des Fußballsports durch Frauen in Brasilien ist bereits für die ersten Jahre des 20. Jahrhunderts dokumentiert, also für die Frühphase in der Geschichte dieses Sports, der in jener Zeit seinen Aufstieg zum Sport der Massen begann. Eine nennenswerte Akzeptanz hat der Frauenfußball in der von patriarchalischen Denkmustern geprägten Gesellschaftsordnung dieser Zeit nicht erfahren. Per Gesetzesdekret (Decreto-Lei No. 3.199, Art. 54) vom 14. April 1941 verbot Präsident Getúlio Vargas der brasilianischen Frau die Praktizierung von Sportarten, die „unvereinbar mit ihrer natürlichen Beschaffenheit“ (incompativeis com as condições de sua natureza) seien. Sich darauf berufend verbot der nationale Sportrat CND 1965 ausdrücklich die vereinsmäßige Organisierung des Fußballs und anderer Sportarten für Frauen. 1979 beendete der CND diese Prohibition und erklärte dazu, dass Frauen grundsätzlich alle Sportarten praktizieren und organisieren dürfen. Unmittelbar darauf stellten Vereine ihre ersten Frauenmannschaften auf. Ein Vorreiter wurde der EC Radar aus Rio de Janeiro, der sich als erster Verein ausschließlich auf den Frauenfußball beschränkte und diesen möglichst professionell zu führen suchte. In den Staaten Rio de Janeiro und Pará wurden 1983 die ersten offiziellen Staatsmeisterschaften ausgetragen, gefolgt im Jahr darauf von Bahia.
Der Frauenfußball in Brasilien blieb in den achtziger Jahren mit Ausnahme des EC Radar nahezu unbemerkt und undokumentiert. Meisterschaften wurden nur unregelmäßig ausgetragen. Auch blieb er geographisch auf die Metropolregionen an der Küste beschränkt. Erst nachdem die Nationalmannschaft der Frauen bei den ersten Weltmeisterschaftswettkämpfen ein unterdurchschnittliches Niveau offenbarte wurde zur Mitte der neunziger Jahre auf Initiative der CBF erstmals ein Professionalisierungsprozess des Frauenfußballs angestoßen, in dessen Verlauf die meisten der großen Clubs des Landes erstmals ihre Frauensektionen gründeten. Auch wurden nun in fast allen Staaten entlang der Küste regelmäßige Meisterschaftswettkämpfe organisiert. Wegen mangelnden Zuschauerinteresse und fehlender medialer Begleitung erlebte der Frauenfußball nach der Jahrtausendwende einen ersten Rückschlag, der die Großclubs aus finanziellen Erwägungen zur Auflösung ihrer Frauenteams bewegte. Der Frauenfußball wurde danach vor allem von kleineren Vereinen aus dem ländlichen Hinterland der Staaten gestützt und vom Niveau her auf Amateurebene geführt. Die besten Talente des Landes wie z. B. Formiga und Marta wanderten dabei relativ schnell in zahlungskräftige Ligen des europäischen oder nordamerikanischen Auslandes ab. Trotz alledem etablierte sich der Frauenfußball in jener Zeit im ganzen Land, auch in den bevölkerungs- und strukturschwachen Staaten des Inlandes und im Amazonasbecken.
Im ausgehenden ersten Jahrzehnt des 21. Jahrhunderts unternahm die CBF einen zweiten Professionalisierungsschub im Frauenfußball. Durch die Etablierung der Copa do Brasil Feminino im Jahr 2007 wurde der erste nationale Wettbewerb geschaffen, der für alle Vereine landesweit zur Teilnahme bei entsprechender Qualifikation über die Staatsmeisterschaften offensteht. Danach haben auch die noch ausbleibenden Staaten ihre jeweiligen Meisterschaften ausgerichtet. 2013 wurde schließlich der nationale Meisterschaftswettbewerb eingeführt, zu dessen Teilnahme seit der Saison 2017 ebenfalls der Weg über die Qualifikation durch die Staatsmeisterschaft führt. Seiher treten vermehrt Vereine auf, die ihre Aktivitäten gänzlich auf den professionellen Frauenfußball konzentrieren mit der Ambition sich in den „Gründerjahren“ dieses Sports einen Platz in der nationalen Spitze zu sichern, was dazu führt, dass nur ein einzelner Verein eine sportliche Dominanz in seinem Staat einnimmt. So z. B. die AE Kindermann in Santa Catarina, der São Francisco EC in Bahia, der Foz Cataratas FC in Paraná, oder jüngst der EC Iranduba in Amazonas.
Das Wettbewerbsniveau der Staatsmeisterschaften bewegt sich nach wie vor auf Amateurverhältnis, besonders im Vergleich zum europäischen Frauenfußball. In einigen Staaten nehmen nicht mehr wie vier Vereine am Wettkampf teil. Auch existiert ein hohes Gefälle im sportlichen und wirtschaftlichen Bereich zwischen den Vereinen, von denen nur wenige den Frauenfußball in strukturell und finanziell stabilen Rahmen betreiben können. Eine Ausnahme stellt die Meisterschaft des Staates São Paulo dar, in der sich eine hohe Anzahl von Vereinen konzentriert, die den Frauenfußball in professionell geführten Strukturen betreiben und dementsprechend über ein höheres sportliches und konkurrenzfähiges Niveau verfügen. Die Clubs des Paulista-Staates nehmen deshalb aktuell eine Vormachtstellung im Frauenfußball Brasiliens ein, ihre Meisterschaft weist nahezu den gleichen sportlichen Stellenwert wie die nationale Meisterschaft auf.
Seit geraumer Zeit wird die Professionalisierung des Frauenfußballs in ganz Lateinamerika auch vom Kontinentalverband CONMEBOL forciert, der ab der Saison 2019 für die Teilnahme an der Copa Libertadores im Herrenfußball gegenüber den Vereinen den Unterhalt einer Frauensektion zur Bedingung erklärt hat, worauf bereits eine Mehrzahl der finanzstarken Traditionsvereine Brasiliens ihre Rückkehr in den Frauenfußball vollzogen oder angekündigt haben.
Bedingt durch die seit dem Frühjahr 2020 weltweit grassierende COVID-19-Pandemie haben einige Landesverbände zur Spielzeit jenes Jahres keinen Meisterschaftswettbewerb austragen können, oder diesen im Frühjahr 2021 nachholen müssen.

## Staatsmeisterschaften
Die nachfolgende Tabelle zeigt die Fußballmeisterschaften der Bundesstaaten, das Jahr (J) deren erster Ausrichtungen sowie deren Rekordmeister und aktuellen Titelträger (2023) mit der Anzahl der bisherigen Titel (T).
| Region | Region       | Verband von                                       | J    | Rekordmeister                     | T  | Meister 2024        | T  |
| ------ | ------------ | ------------------------------------------------- | ---- | --------------------------------- | -- | ------------------- | -- |
|        | Norte        | Acre 0Campeonato Acriano                          | 2007 | AD Assermurb                      | 6  | Galvez EC           | 1  |
|        | Nordeste     | Alagoas 0Campeonato Alagoano                      | 2009 | UD Alagoana                       | 11 | UD Alagoana         | 11 |
|        | Norte        | Amapá 0Campeonato Amapaense                       | 2007 | Oratório RC                       | 8  | Ypiranga Clube      | 3  |
|        | Norte        | Amazonas 0Campeonato Amazonense                   | 1984 | EC Iranduba                       | 8  | Esportiva 3B        | 4  |
|        | Nordeste     | Bahia 0Campeonato Baiano                          | 1984 | São Francisco EC                  | 14 | EC Bahia            | 8  |
|        | Nordeste     | Ceará 0Campeonato Cearense                        | 2008 | Caucaia EC                        | 6  | Ceará SC            | 5  |
|        | Centro-Oeste | Distrito Federal 0Campeonato Brasiliense          | 1997 | CRESSPOM                          | 7  | Real Brasília FC    | 6  |
|        | Sudeste      | Espírito Santo 0Campeonato Capixaba               | 2010 | Vila Nova FC                      | 9  | Prosperidade FC     | 1  |
|        | Centro-Oeste | Goiás 0Campeonato Goiano                          | 1983 | Aliança FC                        | 16 | Vila Nova FC        | 2  |
|        | Nordeste     | Maranhão 0Campeonato Maranhense                   | 2005 | EC Viana                          | 6  | IAPE FC             | 3  |
|        | Centro-Oeste | Mato Grosso 0Campeonato Mato-Grossense            | 2007 | Mixto EC                          | 9  | Operário FC         | 4  |
|        | Centro-Oeste | Mato Grosso do Sul 0Campeonato Sul-Mato-Grossense | 2008 | EC Comercial                      | 6  | Operário FC         | 4  |
|        | Sudeste      | Minas Gerais 0Campeonato Mineiro                  | 2005 | Atlético Mineiro                  | 8  | Cruzeiro EC         | 3  |
|        | Norte        | Pará 0Campeonato Paraense                         | 1983 | Independente AC AA ESMAC          | 6  | Tuna Luso           | 4  |
|        | Nordeste     | Paraíba 0Campeonato Paraibano                     | 2008 | Botafogo FC                       | 6  | Mixto EC            | 2  |
|        | Sul          | Paraná 0Campeonato Paranaense                     | 1998 | Foz Cataratas FC                  | 7  | Atlético Paranaense | 5  |
|        | Nordeste     | Pernambuco 0Campeonato Pernambucano               | 1999 | Sport Recife                      | 10 | Sport Recife        | 10 |
|        | Nordeste     | Piauí 0Campeonato Piauiense                       | 2008 | SE Tiradentes                     | 10 | Atlético Piauiense  | 1  |
|        | Sudeste      | Rio de Janeiro 0Campeonato Carioca                | 1983 | CR Vasco da Gama CR Flamengo      | 8  | CR Flamengo         | 8  |
|        | Nordeste     | Rio Grande do Norte 0Campeonato Potiguar          | 2012 | SE União                          | 6  | SE União            | 6  |
|        | Sul          | Rio Grande do Sul 0Campeonato Gaúcho              | 1983 | SC Internacional                  | 12 | Grêmio FBPA         | 5  |
|        | Norte        | Rondônia 0Campeonato Rondoniense                  | 2008 | Real Ariquemes EC                 | 4  | Rolim de Moura EC   | 1  |
|        | Norte        | Roraima 0Campeonato Roraimense                    | 2013 | São Raimundo EC                   | 9  | Atlético Rio Negro  | 2  |
|        | Sul          | Santa Catarina 0Campeonato Catarinense            | 2007 | AE Kindermann                     | 12 | Avaí FC             | 3  |
|        | Sudeste      | São Paulo 0Campeonato Paulista                    | 1987 | Santos FC SC Corinthians Paulista | 4  | SE Palmeiras        | 3  |
|        | Nordeste     | Sergipe 0Campeonato Sergipano                     | 2004 | GDC Santos Dumont                 | 3  | Esportivo Juventude | 1  |
|        | Norte        | Tocantins 0Campeonato Tocantinense                | 1993 | Paraíso EC                        | 5  | 100 Limited FC      | 1  |